# Cantón Penipe
Penipe es un cantón de la provincia de Chimborazo en el Ecuador. Se sitúa entre los 2.500 y los 5.424 m s. n. m., en el nevado El Altar. Se encuentra ubicado en el noreste de la provincia, a 22 km de distancia de la ciudad de Riobamba, con una extensión territorial de 240 km².
Su latitud es 1°34′ S y su longitud 78°31′ 60'' oeste.
La temperatura media es de 13-15 °C.

## Historia
Don Lorenzo de Cepeda y Ahumada, hermano de Santa Teresa  de Jesús, recibió del emperador Carlos V la rica encomienda del cacicazgo de Penipe. El 4 de octubre de 1563, don Lorenzo funda el asentamiento español de "San Francisco del Monte del Cedral de Penipe". 
En 1738, los geodésicos franceses Charles María de la Condamine y Pierre Bouguer, que realizaban observaciones para la medida del grado de meridiano terrestre, visitan el lugar y escogen el cerro de Nabuzo para sus mediciones. La Condamine anota en su diario que las bases del cerro de Nabuzo son de mármol, incluso extrajo unas muestras de este material.  Llamó la atención de la Condamine, la  explotación que se hacía de la cochinilla, colorante muy apreciado en esa época. También sorprendió a los sabios franceses el famoso puente colgante que atravesaba el río Chambo, cuya largo midieron dando una longitud de 20 toesas (40 metros). El barón de Humboldt que visitó el lugar años después también habla en sus memorias de este puente.   
El terrible terremoto de1797 que sepultó a la villa de Riobamba no afectó mayormente a Penipe y pueblos aledaños. Don José Ignacio de Lizarzaburo alcalde de primer voto de Riobamba se encontraba ese día en su hacienda del Guzo, cerca de Penipe y así pudo salvar su vida. Lizarzaburo fue el artífice de la reubicación de la nueva ciudad de Riobamba. 
En 1945, ya en la vida republicana del Ecuador, pasó a formar parte del Cantón Guano como parroquia rural y eclesiástica, con sus caseríos: Bayushig, Matus, El Altar, Calshi, Nabuzo, la Candelaria y Shamanga. Luego las comunidades fueron erigiéndose en parroquias así El Altar, Matus, Bayushi, Puela.
Limita al norte con la quebrada de los Motilones, al sur con Río Blanco al este desde Paila Cajas hasta la Laguna Enjallinado y al oeste con el río Chambo 
Clima templado en los valles, frío en los páramos, glacial en el área del nevado el Altar.
Tiene una carretera asfaltada, que antes de suscitarse el problema del volcán Tungurahua conducía a la ciudad de Baños, al momento (2007) se encuentra interrumpida por dos grandes quebradas.v

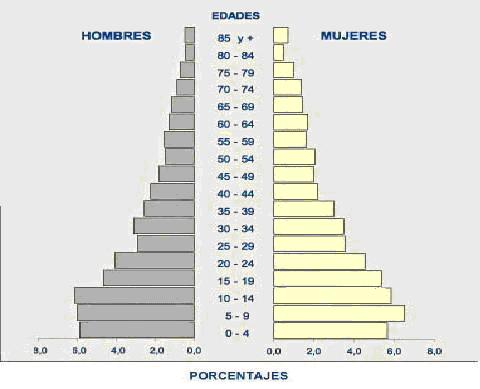
Pirámide de la población del Cantón Penipe (2001).

## Características demográficas
Según resultados oficiales del censo del 28 de noviembre de 2010, se registraron 6739 habitantes en todo el cantón, en la que viven 1.064 habitantes en el área urbana de la cabecera cantonal del mismo nombre y 5675 habitantes en el área rural. Poseyendo el menor poblado urbano de la provincia del Chimborazo.
De acuerdo con el Sistema Integrado de Indicadores Sociales del Ecuador, SIISE, la pobreza por necesidades básicas insatisfechas, alcanza el 22,52% de la población total del cantón, y la extrema pobreza al 3,75%.
De acuerdo con los datos presentados por el Instituto Ecuatoriano de Estadísticas y Censos (INEC), del último Censo de Población y Vivienda, realizado en el país (2001), el Cantón Penipe presenta una base piramidal ancha, a expensas de la población escolar y adolescente, con un porcentaje algo menor de niños que se encuentran entre los 0 y 4 años, lo cual se explicaría por la migración existente desde este cantón a diversos lugares de la provincia y el país. La tasa de crecimiento anual de la población para el período 1990-2001, fue de -0,8%.
La población femenina alcanza el 50,3%, mientras que la masculina, el 49,7%. El analfabetismo en mujeres se presenta en 4%, mientras que en varones: 2,4%.

## Servicios básicos
Los servicios básicos tienen las siguientes coberturas:
- Tienen acceso a la red de alcantarillado, el 71% de las viviendas.
- Servicio higiénico exclusivo, el 84,69% de los hogares.
- Algún tipo de eliminación de excretas 96,2%.
- Agua entubada por red pública dentro de la vivienda: 0,28%.
- Energía eléctrica 99,34%.
- Servicio telefónico 69,17%.
- Servicio de recolección de basuras: 58,83% de las viviendas,

En general el déficit de servicios básicos es de 97,55%

## Economía
La ubicación de gran parte del suelo en una ladera que recibe vientos del Pacífico favoreció el desarrollo de huertos de manzanos, duraznos, aguacates y otros frutales.
La población del cantón Penipe se ocupa en: agricultura y ganadería el 50%, fruticultura el 25% y avicultura 13%, el resto de la población comparte las actividades domésticas con labores múltiples como tejidos, artesanías, labores industriales, elaboración de quesos.

## Atractivos turísticos
Entre los principales atractivos se encuentran los ríos Chorreras, Cubillines, Puela, así como podemos encontrar complejo sistema lacustre.
Uno de los atractivos turísticos más importantes del cantos es el nevado Los Altares, que forma parte de la cordillera oriental de los Andes. El nombre se deriva de la forma del nevado, cuya silueta se asemeja a la de un altar gótico en forma de "U". En la caldera del extinto volcán se halla la Laguna Amarilla, que presenta la coloración que le da el nombre a raíz de los minerales disueltos en sus aguas.
Desde este cantón también se tiene acceso al volcán Tungurahua y a las aguas termales de Palictahua.

## División política
El cantón cuenta con una parroquia urbana que es la cabecera cantonal Penipe y 6 parroquias rurales: 

### Parroquia urbana
- Penipe (cabecera cantonal)

### Parroquias rurales
- Bilbao
- El Altar
- La Candelaria
- Matus
- Puela
- San Antonio de Bayushig

## Erupción del Tungurahua de 2006
Penipe fue uno de los municipios más afectados por la erupción del volcán Tungurahua en 2006. Gran parte de Penipe recibió lava, cenizas y rocas incandescentes. Varios pueblos, como Bilbao, Guzo, Guantuz, Palictahua y Puela recibieron tal cantidad de ceniza y demás material eruptivo que tuvieron que ser varias veces  evacuados. El drama por este fenómeno natural continúa hasta la actualidad y la alerta es permanente.

## Fútbol
River Plate de Riobamba
| Riobamba
| Chimborazo
- Penipe Sporting Club

## Ciudades hermanas
Aldeacentenera, España